# 勻太陽魚
勻太陽魚為輻鰭魚綱鱸形目鱸亞目太陽魚科的其中一種，分布於北美洲美國的淡水流域，體長可達9公分，棲息在植被生長茂密、沙泥底質的湖泊、溪流或池塘等水域，屬肉食性，以橈腳類、甲殼類、昆蟲等為食。

## 擴展閱讀
維基物種上的相關：勻太陽魚